# Jazzforschung
Unter Jazzforschung wird die wissenschaftliche Analyse des Jazz und seines sozio-kulturellen Umfeldes verstanden.

## Vorgeschichte
Mehrere Jahrzehnte hindurch war die systematische Beschäftigung mit dem Jazz eine Angelegenheit von (musik)wissenschaftlichen Laien. Charles Delaunay erstellte die erste für musikwissenschaftliche Zwecke brauchbare Diskographie; Beiträge zur Geschichte des Jazz wurden zunächst ebenfalls von Jazz-Liebhabern und von Jazz-Journalisten erarbeitet. Seitens der Jazzkritik wurde versucht, Jazzstile zu identifizieren und Musiker diesen zuzuordnen.
Nur vereinzelt wurden Untersuchungen über Jazzmusik innerhalb der Musikwissenschaft verfasst. Hier sind etwa die Arbeiten von Jan Slawe, Alfons M. Dauer und von Gerhard Kubik zu nennen. Erst seit dem Ende der 1960er Jahre, etwa gleichzeitig mit seinem Einzug in die (nordamerikanische und später auch europäische) Hochschullandschaft, insbesondere in die Musikhochschulen, kann aber von einer wissenschaftlichen Jazzforschung gesprochen werden. Die Einrichtung größerer Archive und Forschungsinstitute mit eigenen Schriftenreihen trug maßgeblich zum regelmäßigen wissenschaftlichen Austausch über Jazzmusik bei.

## Gegenwärtige Jazzforschung
Systematische, analytische, historische und vergleichende Untersuchungen von Jazz und jazzverwandter Musik tragen dazu bei, die Jazzforschung als neuen Zweig der Musikwissenschaft auszubauen. Dabei werden traditionelle Methoden der Musikwissenschaft mit für den Jazz spezifischen, jeweils neu zu erarbeitenden verbunden. Es geht auch um die sozio-ökonomischen Bedingungen für die Entwicklung des Jazz, seine Rezeptionsbedingungen und seine kulturellen Funktionen. Jazzforschung ist noch stärker multidisziplinär als die Musikwissenschaft verfasst. Ihre Untersuchungen lassen sich den Fächern Jazzgeschichte, Jazztheorie, Musiksoziologie, Jazzpädagogik, Tanzforschung, Popularmusik-Forschung, Musikethnologie und Afro-Amerikanistik zuordnen.
Analysen des Jazz haben immer mit der Besonderheit umzugehen, dass es sich dabei um eine weitgehend improvisierte Musik handelt. Untersuchungen der Musizierpraxis und der entstandenen Improvisationen orientierten sich in der Vergangenheit vielfach an musikethnologischen Vorgehensweisen oder an Analysemethoden der traditionellen historischen Musikwissenschaft. Damit versuchten sie analytische Systeme an die Jazzimprovisation anzulegen, die ursprünglich für die Analyse einer lange traditionell überlieferten ethnischen Musik oder einer auskomponierten Kunstmusik geschaffen worden waren. Die Anpassung dieser Untersuchungsmethoden durch die Jazzforschung führte zu brauchbaren Ergebnissen.
Dagegen ist die Ausformung einer allgemein akzeptierten Jazzästhetik nach wie vor kontrovers. Insbesondere steht die herkömmliche Sichtweise der Jazzgeschichtsschreibung – trotz ihrer mittlerweile auch sozio-ökonomischen Einflüsse, Wahrnehmungs- und Rezeptionsmuster berücksichtigenden Perspektive – einer in den letzten Jahren stark propagierten Ästhetik gegenüber, die sich aus der amerikanischen Literaturwissenschaft und insbesondere dem Zweig der Afroamerikanistik entwickelt hat. Die konventionelle Jazzgeschichte beruft sich auf historische Fakten, Dokumente wie insbesondere Schallplattenaufnahmen und andere Mitschnitte, die Auswertung von Interviews (Oral History), sowie die Analyse der gesellschaftlichen Situation, den Entstehungsprozess der Jazzmusik. Hingegen interpretiert die zweite Richtung literarische und musikalische Phänomene als Verweise auf afro-amerikanische Verständnisebenen und bezieht sie damit direkt auf die afroamerikanische Kultur. Diese ästhetische Schule beruft sich auf Ansätze von Houston A. Baker und Henry Louis Gates, Jr. Grundlage ist die Annahme, dass afro-amerikanische Musik neben den klar analysierbaren denotativen und konnotativen Ebenen eine weitere Bedeutungsebene besitzt, die – zum großen Teil unbewusst – auf die politisch-mythologische Vergangenheit afro-amerikanischer Kultur (bzw. afrikanischer Kultur) verweist. Dieser zweiten Richtung haben sich in letzter Zeit viele – vor allem afro-amerikanische – Jazzforscher angeschlossen, und sie ist mittlerweile in den USA auch in den Hochschullehrplänen verankert. Dem steht ein Teil der Jazzforscher wie z. B. der deutsche Wolfram Knauer skeptisch gegenüber: „Eine solche Ästhetik vermag dem Phänomen der Jazzmusik in ihrer Gesamtheit und insbesondere in ihrer mittlerweile weltweiten Entwicklung und Verbreitung kaum Rechnung zu tragen und ist sicher auch bis zu einem gewissen Grad als ideologisches Konstrukt zu betrachten.“ Hingegen meint Martin Pfleiderer, dass es von Interesse sei, diese „Ansätze und Methoden an konkreten Fragestellungen weiterzuentwickeln und mit ihrer Hilfe zu einem umfassenderen Verständnis des vielgestaltigen Phänomens Jazz zu gelangen.“
Der wissenschaftliche Meinungsaustausch findet international auf Konferenzen statt; hier ist insbesondere das Darmstädter Jazzforum zu erwähnen, das zweijährlich veranstaltet wird.

## Forschungseinrichtungen und Archive
Als Einrichtungen der Jazzforschung sind zunächst neben dem Institute of Jazz Studies (Newark, New Jersey, gegründet 1952) das William Ransom Hogan Archive (New Orleans, gegründet 1957 und von Hogan mit den Mitteln der Ford Foundation aufgebaut) und das Institut für Jazzforschung (Graz, gegründet 1965) zu nennen. Die genannten Einrichtungen geben ebenso wie das Jazzinstitut Darmstadt (gegründet 1990) regelmäßig Veröffentlichungen und Zeitschriften heraus, die dem wissenschaftlichen Austausch der Jazzforschung dienen. Im deutschen Sprachraum existiert zudem an der Humboldt-Universität zu Berlin der Lehrstuhl für Theorie und Geschichte der populären Musik, wo wie auch wie früher an der Justus-Liebig-Universität Gießen (von Ekkehard Jost), an der Musikhochschule Hannover (von Herbert Hellhund) und an der Musikhochschule Mannheim (von Jürgen Arndt) und seit 2009 von Martin Pfleiderer auf der neu eingerichteten Professur für Geschichte des Jazz und der populären Musik an der Hochschule für Musik Franz Liszt Weimar weitere Forschungsarbeiten zum Thema durchgeführt werden.

### Institute of Jazz Studies
Das Institute of Jazz Studies der Rutgers University auf dem Campus in Newark wird geleitet von Dan Morgenstern, mit einer über 6000 Bände umfassenden Bibliothek, einem umfangreichen Zeitschriftenbestand und über 100.000 Tonträgern aller Art. Die Sammlung beruhte ursprünglich auf der des Jazz-Schriftstellers Marshall Stearns, umfasst aber auch z. B. Nachlässe von Leonard Feather und Mary Lou Williams. Wie schon vorher z. B. Feather für seine Enzyklopädien befragt das Institut systematisch Jazzmusiker mit Fragebögen (die Ergebnisse sind teilweise online zugänglich). Außerdem führen sie das ursprünglich am Smithsonian Institute angesiedelte Oral History Project fort. Die Rutgers University richtete als erste Hochschule einen speziellen Master-Studiengang in Jazzgeschichte ein.

### Institut für Jazzforschung
Dieses Forschungsinstitut wurde 1964 an der damaligen Akademie Graz (heute Universität für Musik und darstellende Kunst Graz) von den Grazer Jazzmusikern und Musikwissenschaftlern Friedrich Körner und Dieter Glawischnig gegründet. Analytische Forschung, vorwiegend auf der Basis von Transkriptionen, sowie historische Forschung bilden einen Schwerpunkt der Institutsarbeit, deren Ergebnisse in eigenen Publikationen veröffentlicht werden. Das Institut, das seit 1992 von Franz Kerschbaumer geleitet wurde und dem seit 2016 André Doehring vorsteht, veranstaltet regelmäßig internationale Kongresse, die gemeinsam mit der 1969 gegründeten Internationalen Gesellschaft für Jazzforschung (IGJ) durchgeführt werden. Das Institut hat als einen Grundstock u. a. die Sammlung von Dietrich Schulz-Köhn.

### Weitere Jazz-Institute
- Los Angeles Jazz Institute,[11] mit dem Nachlass vieler Westcoast Musiker wie Art Pepper, Bud Shank, Gerry Mulligan, Shorty Rogers, Howard Rumsey, aber auch von Woody Herman, June Christy. Über 100.000 Tonträger.

### Weitere Archive
- Chicago Jazz Archive,[12] Joseph Regenstein Library, University of Chicago.
- Fisk University, Nashville, u. a. Nachlass von W. C. Handy[13]
- California Institute for the Preservation of Jazz[14]
- University of California, Los Angeles, Jazz Archive[15], Nachlass von Ella Fitzgerald, Bill Green, A. and M. Records. Daneben gibt es dort noch das Archiv „Don Ellis“ und das Archive for Popular American Music.[16] In Kalifornien ist an der Stanford University auch ein Archiv zum Monterey Jazz Festival und an der University of the Pacific ein Institut „Dave Brubeck“.
- Queens College, New York, Louis Armstrong House and Archive.[17]
- New York Public Library, u. a. Rodgers and Hammerstein Archive[18] und das Schomburg Center of Black Culture, Harlem, Malcolm X Boulevard.[19]
- University of Austin, Texas, mit dem Nachlass von Ross Russell, dem Dial Gründer. Sowie die Music Library der University of North Texas,[20] mit dem Nachlass des Jazz-Radiodiscjockeys der Voice of America Willis Conover, den Leon Breeden Jazz Archives, Duke Ellington und Stan Kenton Manuskripten.
- Muger Memorial Library, Boston, Nachlass von Artie Shaw (sein schriftlicher Nachlass ist in der University of Arizona), Cab Calloway
- Richard M. Wright Jazz Archive, University of Kansas, Kansas City[21], mit über 21000 teilweise sehr seltenen Tonträgern. Ein Online-Verzeichnis ist im Aufbau.
- Marr Sound Archives, Miller Nichols Library, University of Missouri, Kansas City, mit der Oral History Collection von Frank Driggs.[22] Sie unterhalten auch die Club Kaycee Webseite zum Kansas City Jazz.
- An der Yale University sind der Nachlass „Benny Goodman“ und in Harvard der von Eubie Blake.
- University of Pittsburgh Sonny-Rollins-International-Jazz-Archive.[23] Sie geben das International Jazz Archives Journal heraus.
- Indiana University, Bloomington, mit Hoagy Carmichael Collection, Archives of African American Music and Culture.
- Southern Illinois University, Edwardsville, National Ragtime and Jazz Archive (Sammlung besonders für den Raum St. Louis)[24].
- University of Michigan, Ann Arbor, mit Maxwell Reade Collection of Early Jazz and Blues Recordings,[25] dem Nachlass von Andy Kirk und Oral Histories Programm.
- Berklee College of Music, Boston
- Williams College, Williamstown, Paul Whiteman Collection[26]
- Library of Congress, Washington D.C., neben einem eigenen Aufnahmeprogramm (u. a. Jelly Roll Morton durch Alan Lomax) und Oral Histories Spezialsammlungen wie die Gerry Mulligan Collection, online durchsuchbare Datenbank zu Jazz und Blues im Film.[27]
- Hamilton College Jazz Archive, Clinton, New York[28]
- Nederlands Jazz Archief, Amsterdam[29]
- National Sound Archive, London (Teil der British Library)[30]
- National Jazz Archive, Loughton, England[31]
- Internationales Jazzarchiv Eisenach in Eisenach,[32] Kulturfabrik Alte Malzmühle. Es eröffnete 1999 mit der umfangreichen Sammlung von Günter Boas als Kern. Seit 2009 erweitert als Lippmann+Rau-Musikarchiv.
- Bayrisches Jazzinstitut[33] in Regensburg.
- Klaus-Kuhnke-Archiv für Populäre Musik, Bremen, Hochschule der Künste, Dechanatstraße. 1975 von Klaus Kuhnke, Manfred Miller und Peter Schulze gegründet und entstanden im Rahmen der Arbeit für die Radio-Bremen-Reihe Roll over Beethoven, gehört es heute zur Hochschule der Künste, mit Online-Recherche-Möglichkeiten. Nach dem Stand von 2019 umfasst die Sammlung 100.000 Tonträger, 9000 Bücher und 150 Periodika.[34]
- Jazz-Institut Schleswig-Holstein, Kurt Edelhagen Archiv, Kiel, privates Archiv, gibt angeblich auch eine Online-Jazzzeitschrift heraus[35]

Zahlreiche Jazzmuseen sind ebenfalls mit einem Archiv verbunden. So ist der schriftliche Nachlass von Duke Ellington am Smithsonian in Washington D.C. (National Museum of American History). Siehe auch Musikbibliothek.

## Schriftreihen der deutschsprachigen Forschungsinstitute
- Jazzforschung/Jazz Research wird seit 1969 als Jahrbuch von der Internationalen Gesellschaft für Jazzforschung (IGJ) und dem Institut für Jazzforschung an der Hochschule für Musik und Darstellende Kunst in Graz herausgegeben.
- Jazz Research News enthält u. a. Transkriptionen von relevanten Improvisationen und erscheint in loser Folge.
- Beiträge zur Jazzforschung/Studies in Jazz Research. Graz
- Darmstädter Beiträge zur Jazzforschung. Hofheim am Taunus (erscheint im Zwei-Jahres-Rhythmus, bisher 15 Bände)